# Lithocarpus dalatensis
Lithocarpus dalatensis är en bokväxtart som beskrevs av Aimée Antoinette Camus. Lithocarpus dalatensis ingår i släktet Lithocarpus och familjen bokväxter. Inga underarter finns listade.